# Gothminister
Pour les articles homonymes, voir GTM.
Gothminister (GTM) est un groupe de metal industriel et gothique norvégien.

## Histoire

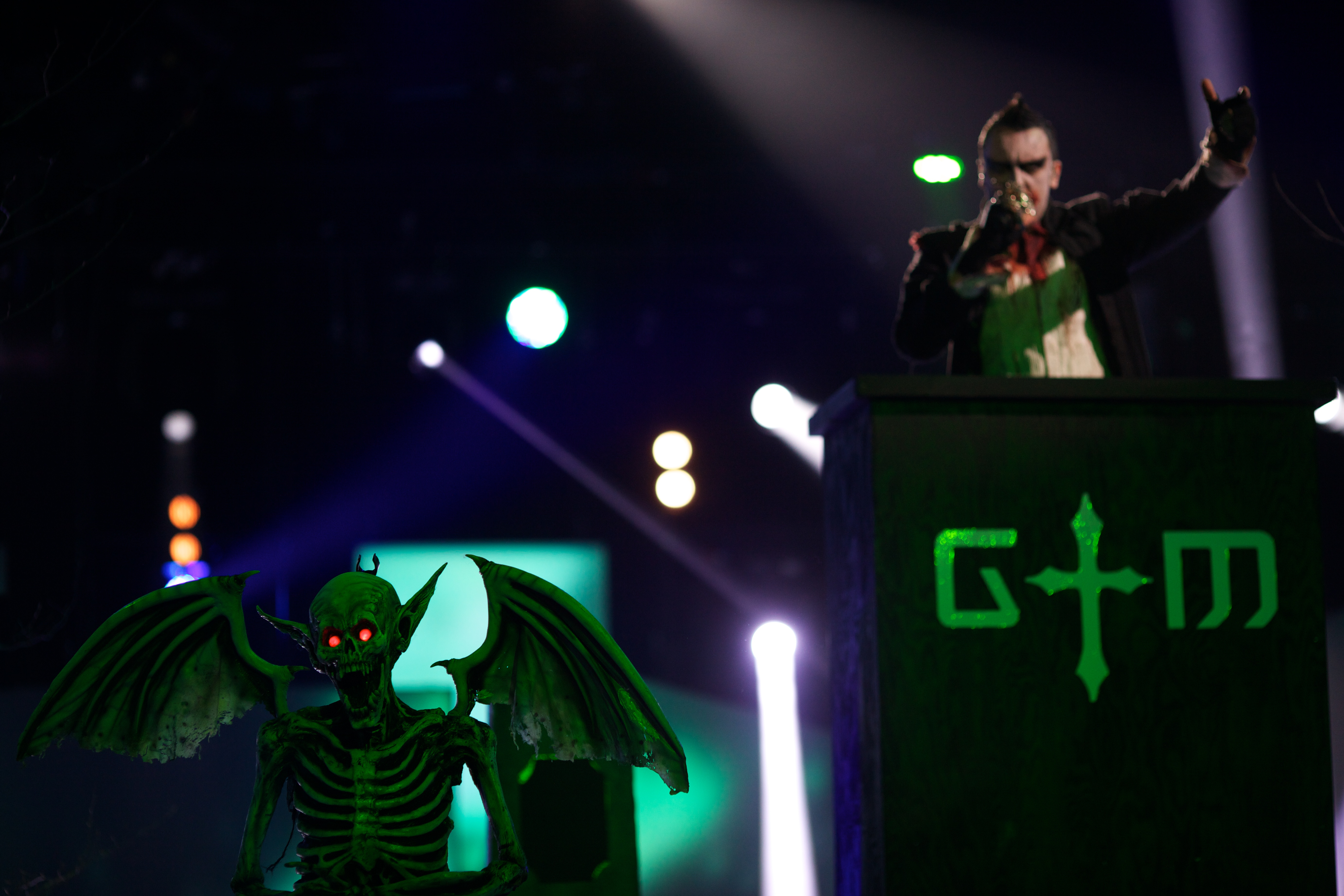
Gothminister en concert en 2013.

Gothminister est formé par Bjørn Alexander Brem (no) en 1999. En 2000, Gothminister est rejoint par le pianiste Hallface, suivi de Machine, guitariste, et Dementia, alias la photographe Sandra Jensen (qui a développé le style artistique du groupe vers ce que nous connaissons actuellement). Gothminister sort alors son premier album en 2003 : Gothic Electronic Anthem. Cet album est bien reçu par la critique allemande et la presse internationale. Metal Hammer UK sort même un titre intitulé The Undead are Reborn en parlant de Gothminister. Le groupe joue alors dans tous les grands festivals et le single Angel y est très apprécié. Gothminister intègre alors deux nouveaux membres : Android (pianiste) et Chris Dead (batteur).
En 2005, Gothminister sort Empire of Dark Salvation, plus sombre et plus lourd que jamais. Les guitares lourdes et le metal sombre prennent place, laissant toujours les éléments électroniques, mais plus en arrière-plan. En janvier 2006, Theatre of Tragedy est annoncé à la tournée européenne de Gothminister. Le 14 novembre 2008, Gothminister sort un nouvel album, Happiness in Darkness, qui mixe l'électro de Gothic Electronic Anthem avec les grosses guitares sombres de Empire of Dark Salvation. Le 26 décembre 2006, le groupe publie le clip de la chanson Freak, issue de l'album, réalisé par Daniel William Bones.
Le 21 décembre 2012, le groupe publie la bande-annonce dans leur album-concept Utopia annoncé en 2013 au label AFM Records. En 2017 sort l'album The Other Side qui est axé autour de thématiques surnaturelles.
Début 2020, le groupe annonce sa participation au RockStream Festival, en Norvège, en juillet 2020.

## Style
Le groupe se distingue par son jeu de scène en concert : sceptre surmonté d'un crâne crachant de la fumée, frappé sur le sol pour marquer le tempo, maquillage, escabeau avec la bannière G†M , etc.
Pour Timothy Monger sur Allmusic, le son de Brem est un mariage de musique électronique, de hard metal industriel, d'inspiration gothique, le tout sous-tendu d'humour noir.

## Membres actuels
- Gothminister - chant, programmation
- Chris Dead - batterie
- Icarus - guitare
- Turbo Natas - guitare

## Anciens membres
- Halfface - clavier
- Android - clavier, guitare
- Machine - guitare
- Dementia - jeu artistique